# 赵子虬
赵子虬（1897年或1902年或1904年—1996年12月30日），男，四川广安（一作重庆）人，中国武术家，曾任中国武术协会委员。在“中华武林百杰”评选活动中被评为十大武术名师。